# José Alfredo Fuentes
Alfredo José Antonio Fuentes Cuevas (Santiago Centro, Santiago, 25 de octubre de 1947), conocido popularmente como José Alfredo Fuentes o «Pollo» Fuentes, es un cantante, locutor radial y presentador de televisión chileno.

## Carrera musical
José Fuentes Cuevas, inició su carrera como cantante en el período de La Nueva Ola, movimiento musical chileno de la década de 1960. Comenzó cantando en el colegio participando en grupos folclóricos, logrando su primera grabación con el grupo "Los Del Sendero" como primera voz. Su apodo se origina en esta época, ya que al llegar a un ensayo empapado por la lluvia, su amigo Moncho Silva le dijo ‘huevón, pareces un pollo’. Luego fue descubierto por el dueño de "Producciones Caracol" Antonio Contreras, al ir el compositor Gustavo Arriagada a mostrar sus canciones. Ahí el productor se interesó en quien cantaba las maquetas, y le pidió conocer a "ese chico que canta" a quien le propuso grabar como solista una canción de su propia autoría (Te Perdí), que fue un gran éxito y lo impulsó inmediatamente a ser difundido por todas las emisoras radiales del país. Posteriormente seguiría grabando composiciones suyas y de Gustavo Arriagada.
En ese tiempo recibió el título de "ídolo de las calcetineras", debido a la gran popularidad que tuvo entre las jóvenes; precisamente ellas eran quienes compraban la revista Ritmo, donde el cantante aparecía constantemente. Su canción más famosa es "Te perdí", que escribió en 1966. En 1976 obtuvo el tercer lugar en el Festival de la OTI, con la canción "Era sólo un chiquillo" escrita con el coautor Óscar Cáceres. En 2000, José Alfredo Fuentes ganó las Gaviotas de Plata y de Oro en el XLI Festival Internacional de la Canción de Viña del Mar.

## Carrera mediática
En 1968, José Alfredo Fuentes animó su primer programa de televisión en Canal 13 llamado Aquí vive el Pollo. En 1977 participó en el simbólico encuentro organizado por el Frente Juvenil de Unidad Nacional para celebrar el día de la juventud en la cima del Cerro Chacarillas de Santiago, en el cual el general Augusto Pinochet, dictador del país, pronunciaría un discurso en el que delinearía la nueva institucionalidad que regiría el Estado en los siguientes años.
Fue partícipe de la campaña para el plebiscito nacional de Chile de 1988, apoyando la opción «Sí» que apostaba por mantener al dictador Augusto Pinochet en el poder hasta 1997.
En la década de 1980 condujo el programa Al grano con el Pollo en Radio Portales junto a Alfredo Lamadrid. Fue conductor en Canal 13 de programas como Nuestra hora, Éxito y Venga conmigo por el que obtuvo un Premio APES en 1999, además de un breve paso por el programa matinal de televisión La mañana del 13. Luego se cambió a la estación televisiva Mega, donde condujo Siempre contigo y Entre nos. Igualmente ha sido el animador de diversos festivales locales, como el Festival de la Leche y la Carne de la ciudad de Osorno.

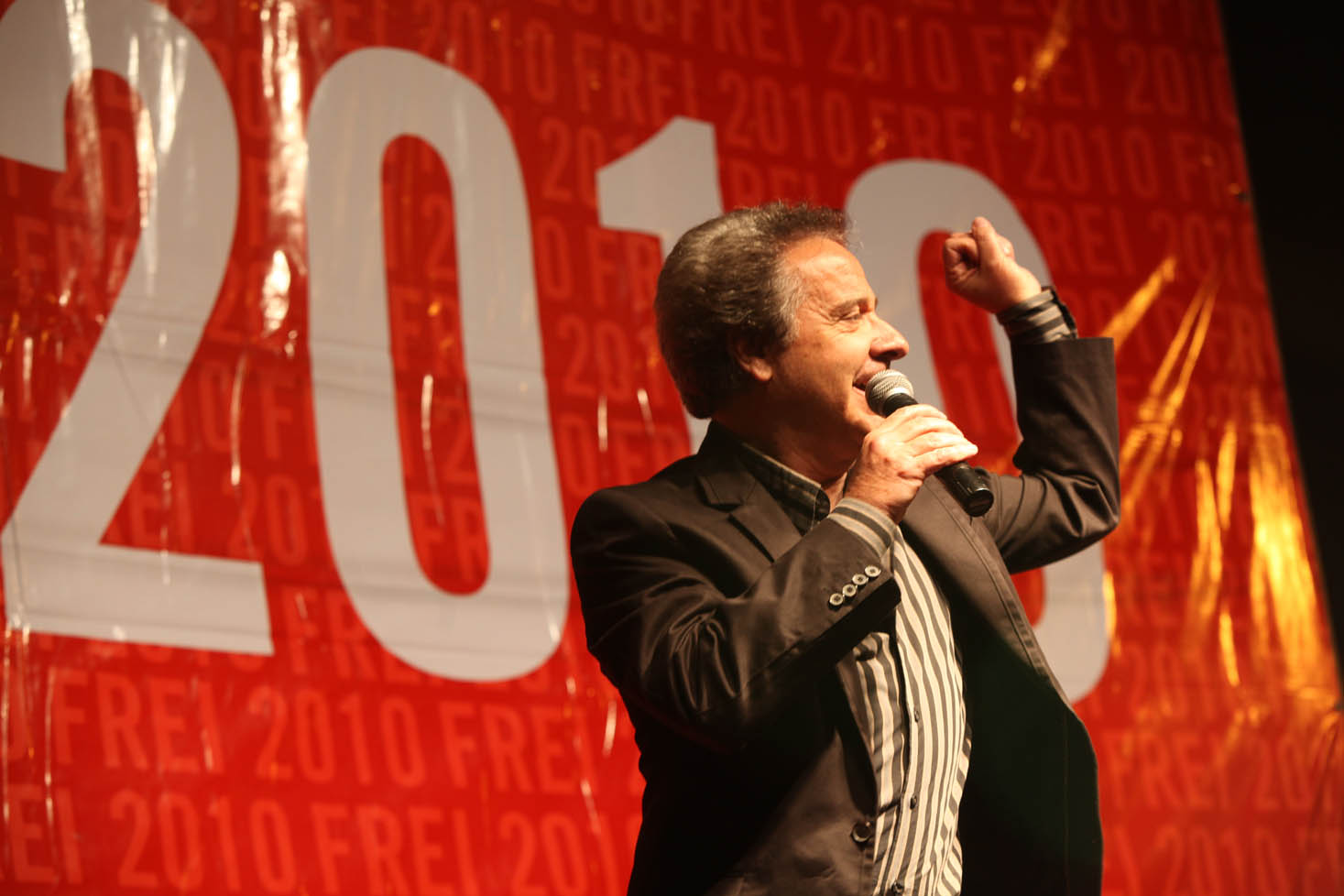
Fuentes durante la campaña presidencial de Eduardo Frei Ruiz-Tagle en 2009.

En 2007 se integró como concursante del programa Locos por el baile, de Canal 13.
En 2008 participa en la telenovela Mala conducta de Chilevisión interpretando a Guillermo Gallardo, y en septiembre se anunció el estreno de su nuevo estelar en la misma casa televisiva, pero al final no se concreto.
En 2011 regresa a Canal 13, esta vez como jurado del programa de televisión Mi nombre es....
Durante 2013 condujo el programa de ayuda social Vecinos en conflicto en la misma cadena televisiva, formando parte de Sábado de reportajes.
En 2015 vuelve al canal privado Mega para ser entrenador del programa The switch y posteriormente es contratado por el canal La Red para animar el programa Hoy y siempre contigo donde repasa los 50 años de su carrera artística.

## Discografía

### Álbumes de estudio
- José Alfredo Fuentes y sus amigos (1966) "Producciones Caracol" (Productor: Antonio Contreras)
- José Alfredo Fuentes (1967) "Producciones Caracol" (Productor: Antonio Contreras)
- El ídolo de Chile (1968) "Producciones Caracol" (Productor: Antonio Contreras)
- Pollo Internacional (1969) "Producciones Caracol" (Productor: Antonio Contreras)
- Cargamento de éxitos (1971) "Producciones Caracol" (Productor: Antonio Contreras)
- Supongamos (1973)
- Te quiero, te quiero (1974)
- Voy pasando por la vida y me siento diferente... (1975)
- Amigos... (1977)
- El largo camino al éxito (1978)
- Apresuradamente (1979)
- Reencuentro (1986)
- Es conveniente que lo sepas (1990)
- Siempre contigo (1996)
- Como el vino (1999)
- José Alfredo Fuentes, 35 años (2001)
- Dúos (2002), en el que canta junto a Valeria Lynch, Soledad, Antonio Ríos, Dyango, Canal Magdalena, Alberto Plaza y Gondwana, para celebrar 35 años de carrera
- Un sueño mexicano (2004)
- Corazón loco (2006) Producido por Álvaro Henríquez [13]

### Álbumes en vivo
- En persona en el Astor (1970) "Producciones Caracol" (Productor: Antonio Contreras)
- José Alfredo Fuentes en concierto, 30 años en vivo (1996)
- José Alfredo Fuentes, 40 años de música (2006)

### Álbumes recopilatorios
- Los grandes éxitos de José Alfredo Fuentes (1969) "Producciones Caracol" (Productor: Antonio Contreras)
- Nuestra Hora (1980)
- Nuestra Hora, volumen 2 (1981)
- Nuestra Hora, volumen 3 (1982)
- Megarrecuerdos, 35 grandes éxitos (2003) "Producciones Caracol" (Productor: Antonio Contreras) editado por Sony Music.

## Programas de televisión
- Aquí vive el Pollo (Canal 13, 1968)
- Nuestra hora (Canal 13, 1979-1980)
- Conversando (Canal 13, 1981-1983)
- Éxito (Canal 13, 1984-1992)
- Kino (Canal 13, 1990-1995)
- Venga conmigo (Canal 13, 1993-2003)
- La tarde millonaria (Canal 13, 1996-1998)
- Testimonios (Canal 13, 2000)
- La mañana del 13 (Canal 13, 1999-2001)
- Siempre contigo (Mega, 2003-2005)
- Entre nos (Mega, 2005-2006)
- Locos por el baile (Canal 13, 2007)
- Mi nombre es... (Canal 13, 2011-2014)
- Vecinos en conflicto (Canal 13, 2013-2014)
- The switch (Mega, 2015)
- Hoy y siempre contigo (La Red, 2015)
- Sigamos de largo (Canal 13, 2019)
- Starstruck (Canal 13, 2022)

### Telenovelas
- Mala conducta (Chilevisión, 2008)
- Yo soy Lorenzo (Mega, 2020) como Eleuterio García

## Otros proyectos

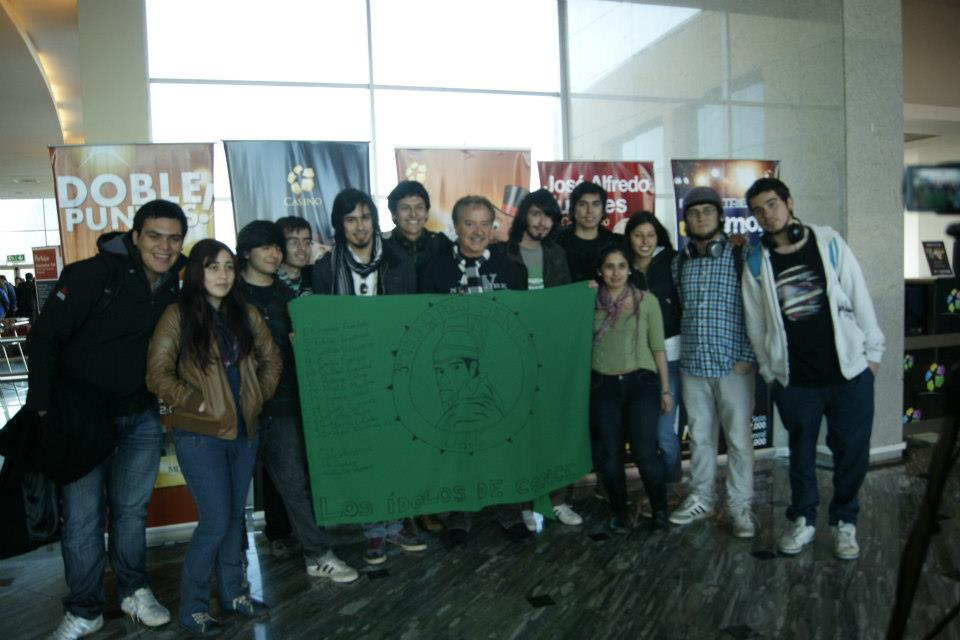
José Alfredo Fuentes junto a un grupo de personas.

Alfredo José Fuentes, previo a su etapa como cantante, practicó fútbol a nivel escolar y juvenil en distintos clubes, teniendo un paso por Iberia antes de que el club fuera trasladado a Los Ángeles.
Además, existe un club universitario de fútbol llamado «El Nombre del 3° Disco del Pollo Fuentes» en la Universidad de Concepción, el cual fue apadrinado por el artista en octubre de 2012.[cita requerida] El artista, además, participó con estos jóvenes de un programa deportivo llamado Estación Campanil que transmitió el extinto CDF, en donde contó la historia de cómo se formó este club.[cita requerida]